# Zapadni Dart
Zapadni Dart (eng. West Dart River) je jedna od dvije glavne pritoke rijeke Darta u Devonu, Engleska.  
Izvor Zapadnog Darta je kraj Lower White Tor 1,5 km sjeverno od Rough Tor u Dartmooru. Rijeka teče na jug do dva mosta (eng. Two Bridges), a zatim jugoistočno pored malog sela Hexworthy u susret Istočnom Dartu kod Dartmeeta. Pritoke Zapadnog Darta su: Cowsic, Blackbrook, Swincombe i O Brook na desnoj strani, dok je jedina lijeva pritoka Cherry Brook.

## Vanjske poveznice
|  | Zajednički poslužitelj ima još gradiva o temi Zapadni Dart |